# Iglesia de Santa Magdalena (Moncófar)
La iglesia parroquial de Santa Magdalena,(la fotografía está equivocada,no es la de Santa Magdalena de Moncofar.
)
```
(La fotografía no es la de Moncofar).Ubicada en la plaza de la Iglesia s/n, es un lugar de culto católico situado en 
Moncófar
, 
Plana Baja
, catalogado como 
Bien de Relevancia Local
 según la Disposición Adicional Quinta de la Ley 5/2007, de 9 de febrero, de la Generalitat, de modificación de la Ley 4/1998, de 11 de junio, del Patrimonio Cultural Valenciano (DOCV Núm. 5.449 / 13/02/2007), con código 12.06.077-002.
[
1
]
```

## Descripción histórico artística (La fotografía no es la de Moncofar)
(La fotografía no es de Moncofar). La iglesia tiene como titular a santa María Magdalena, que es además la patrona de Moncófar, y se ubica en el centro urbano de la población, en una plaza en la que aún se pueden observar vestigios de las antiguas murallas de Moncófar.
La iglesia se construyó entre el siglo XVII y el XVII, se inició en 1698 y se concluyó en 1796; sobre los restos de un templo anterior datado del siglo XIV, del 1329 en concreto.
El estilo de la iglesia es de transición entre el barroco y el neoclasicismo valenciano. La planta basilical con capillas laterales de reducidas dimensiones. Los altares ubicados en las capillas laterales están dedicados a: Santa María Magdalena, Inmaculada Concepción, San Isidro, el Santo Sepulcro, Cristo de la Agonía y Jesús Nazareno entre otros. Mientras, en el altar mayor, datado de 1798, ubicado debajo de una bóveda de cañón con casetones y medallones decorados con diversas pinturas relacionadas con la titular del templo, como la que refleja la exaltación de María Magdalena. Es de estilo barroco y en el centro, en una hornacina (flanqueada por dos columnas de madera talladas siguiendo estilo corintio), puede contemplarse la imagen de María Magdalena.
El templo posee una torre campanario construida en el siglo XVIII y reformado entre 1941 y 1944. Se alza en un lateral de la fachada principal de la iglesia. Presenta planta cuadrada y dos cuerpos. El primero queda totalmente integrado en la fachada del templo pese a tener unos pocos centímetros más que la propia fachada. Este primer cuerpo se inicia a partir de un zócalo de sillares con dos tramos separados por una moldura de piedra. Además los sillares se utilizan también como refuerzo en las esquinas. El primer y segundo cuerpo se separan por una cornisa decorada. Este segundo cuerpo presenta cuatro ventanas de arco de medio punto donde se ubican las campanas, estando decoradas por cuatro pilastras cada una de ellas, todo ello erigido sobre un basamento. Este último cuerpo tiene una cornisa en la que se puede observar una balaustrada que conforma la terraza del tejado.
Las campanas de la torre son cuatro llamadas: Ángel de la Guarda, de 1940, es la más pequeña; la siguen las campanas La Purísima y San Antonio Abad, ambas de 1940 (las campanas originales del templo desaparecieron al comienzo de la guerra del 36) también. La campana de mayor tamaño es la llamada Santa María Magdalena, datada de 1941. Las cuatro campanas están fundidas en la Fundición Hermanos Roses de Silla.
El templo sufrió considerables daños durante la contienda nacional del 36 y el Servicio Nacional de Regiones Devastadas y Reparaciones se hizo cargo de reconstruir el templo y su campanario, así como de comprar una nueva maquinaria para el reloj de la torre, aunque actualmente no funciona. Más tarde, en 1967 se mecanizó el toque de las campanas y en 2009 se procedió a modernizar su mecanización.
En el marco del convenio firmado entre el obispado de Segorbe-Castellón y la Administración autonómica, se aprobó, en 2007, un proyecto de rehabilitación del templo y de su torre campanario, y la Conselleria de Cultura y Deporte dio su visto bueno a otorgar una subvención al organismo provincial, dentro del plan con el que se fomenta la restauración del patrimonio eclesial.